# Караев, Мурад Рабаданович
Мура́д Рабада́нович Кара́ев (15 мая 1960 года; село Сергокала, Сергокалинский район, Дагестанская АССР, СССР — 24 января 2012 года) — мастер спорта СССР международного класса по вольной борьбе. Бронзовый призёр Чемпионата СССР 1985 года. Победитель международного турнира на призы пятикратного чемпиона мира Али Алиева.

## Биография
В 1978 году окончил среднюю школу № 1 в селе Сергокала и в том же году поступил в Харьковский институт механизации и электрификации сельского хозяйства (ХИМЭСХ), который окончил в 1983 году со степенью «специалист».
Заниматься борьбой начал в 5-м классе у тренера Р. А. Рашидова в ДЮСШ № 1. Неоднократно побеждал на районных соревнованиях. Позже переехал в Харьков и поступил в ХИМЭСХ. Его тренерами в разное время были Станислав Батозский, Леонид Гринь, Виктор Езан, Абдулгани Даудов. Караев был неоднократным чемпионом и призёром Украины, многих международных соревнований в составе сборной команды СССР. Также становился серебряным призёром Кубка СССР.
С 2000 по 2003 год работал тренером общества «Колос» на базе института ХИМЭСХ. С 2008 по 2012 год был тренером-воспитателем по вольной борьбе Харьковской ДЮСШ № 1.
В Харькове живет семья. Жена, трое детей и брат.
Умер 24 декабря 2012 года.

## Память
- 30 Сентября 2015 года в Лицее имени О. Батырая (Сергокала) была установлена мемориальная плита Мураду Караеву[1].

- С 2017 года в Харькове проводится Турнир по вольной борьбе памяти Мурада Караева[2].